# The Last Precinct
The Last Precinct (Deloucacia de Polícia no Brasil) é uma série de televisão norte-americana, transmitida pela NBC entre  26 de Janeiro de 1986 e 30 de Maio de 1986, que retratava um grupo de policiais totalmente inaptos e suas confusões numa delegacia de polícia onde foram reunidos.

## Sinopse
A polícia estadual não sabia o que fazer com alguns de seus subordinados um tanto estranhos e complicados e resolveu reuni-los num distrito, o Distrito 56. Só para começar, o Distrito 56 foi montado numa antiga garagem de carros e é comandado pelo tremendamente atrapalhado capitão Rick Wright (vivido por ninguém menos que Adam West).
Para completar, além de enfrentar os criminosos, nossos amigos têm a concorrência do pessoal da polícia municipal, liderada pelo xerife Ronald Hobbs e seu subordinado Dial. Hobbs vive querendo resolver os casos primeiro para receber os créditos e a fama, mas só arruma confusão e atrapalha tudo.

## Elenco
- Adam West - Rick Wright
- Joanathan Perpich - Price Pascall
- Rick Ducommun - William Raid
- Ernie Hudson - Trem Noturno Lane
- Randi Brooks - Mel Brubaker
- Vijay Amritraj - Shivaramanbhai Poonchwalla
- Wings Hauser - Tenente Ronald Hobbs
- Lucy Lee Flippin - Rina Starland
- James Cromwell - Chefe Bludhorn
- Geoffrey Elliot - Justin Dial
- Yana Nirvana - Martha Haggerty
- Pete Willcox - Rei
- Keenan Wynn - Butch

## Lista de episódios
| Ep # | Título                   | Data de exibição    |
| ---- | ------------------------ | ------------------- |
| 1    | "The Last Precinct"      | 26 janeiro de 1986  |
| 2    | "The Gorilla-Gram"       | 11 de abril de 1986 |
| 3    | "Mr. Cool"               | 18 de abril de 1986 |
| 4    | "I Want My Mummy"        | 25 de abril de 1986 |
| 5    | ""Never Cross a Vampire" | 2 de maio de 1986   |
| 6    | "A Ghost of a Chance"    | 9 de maio de 1986   |
| 7    | "Toehold"                | 16 de maio de 1986  |
| 8    | "Three-Ring Circus"      | 30 de maio de 1986  |